# サレク
サレク(Sarek)は『スタートレック』フランチャイズに登場する架空の人物である。バルカン人の天体物理学者であり、惑星連邦へのバルカン大使であり、スポックの父であり、マイケル・バーナムの養父である。

## 人物

### 宇宙大作戦
サレクは2165年に生まれている。バルカン人スコンの息子であり、バルカン人の初代地球大使ソルカーの孫である。サレクは2度結婚し、息子を二人なしている。結婚前にバルカン人の祭司と関係をもってサイボックをもうけ、地球人のアマンダ・グレイソンと結婚してスポックをもうけ、アマンダの死後は同じく地球人のペリンと結婚したが子はなさなかった。スポックはサレクの意思に反して宇宙艦隊に入った。
サレクは第2シーズン『惑星オリオンの侵略』（原題：Journey to Babel）に登場する。
マーク・レナードが演じた。日本語吹き替えは、加藤正之（ソフト版の追加吹き替え部分のみ小山武宏）日本語吹替音声ではサレックと発音されている。

### まんが宇宙大作戦
『タイム・トラベルの驚異』（Yesteryear）に登場し、時間をさかのぼり親族を装ったスポックと会っている。

### 劇場版スタートレック
映画第三作である『スタートレックIII ミスター・スポックを探せ!』では、スポックの遺体と魂（カトラ）をバルカンに戻すようジェームズ・T・カークに願う。後にカークはカトラがレナード・マッコイに託されていたことを知り、ジェネシス装置で復活したスポックとカトラをバルカンに戻す。サレクはスポックの肉体とカトラを結合させるようバルカン人司祭に願う。
『スタートレックIV 故郷への長い道』では、クリンゴン帝国に訴えられたカークのために軍法会議で証人となる。カークらが地球を救った後、サレクはスポックと会話し、かつてスポックの宇宙艦隊入りに反対したことの誤りを認め、息子ほめたたえる。
『スタートレックV 新たなる未知へ』にも登場した（スポック出産に立ち会う若き日のサレク）。
『スタートレックVI 未知の世界』では、2293年のキトマー会議で外交官として出席している。
第三作、第四作、第六作ではマーク・レナードが演じ、第五作ではジョナサン・シンプソンが演じた。日本語吹き替えは、劇場版シリーズは第三作テレビ版では納谷悟朗、第4作テレビ版では清川元夢、第6作旧録版は田原アルノ（カトー役と兼任）、新録版は一貫して納谷が演じた。

### 新スタートレック
『英雄症候群』(Sarek)では、サレクは不治の英雄症候群（ベンダイ症候群）にかかり、感情のコントロールを失っている。ジャン＝リュック・ピカードと精神融合して何とか外交交渉をこなすが、ピカードを通して亡き妻アマンダ、スポック、そして現在の妻のペリンへの愛情が吐露される。『潜入!ロミュラン帝国・前編 ミスター・スポックの失踪』および後編では、スポックが長年バルカンとロミュラン帝国の統一を働き掛けてきたことをピカードにうちあけ、まもなくベンダイ症候群で死ぬ。
マーク・レナードが演じ、日本語吹き替えは、新スタートレックでは山野史人が演じた。

### スター・トレック（2009年の映画）
ケルビン・タイムラインのリブート版映画『スター・トレック』ではサレクは息子の決断を尊重しながらも、バルカン人としての論理性を保つよう促す。スポックが宇宙艦隊に参加したことで失望を表す。
ロミュラン帝国のネロがバルカン星を破壊したとき、スポックはサレクを救い出すがアマンダは亡くなってしまう。カークによって故意に激高させられて、船長職を失ったスポックをなだめる。アマンダを愛していたからこそ結婚したことを打ち明け、すべてのバルカン人が見かけほど無感情ではないと話す。サレクとスポックは愛する故郷と家族の喪失を嘆く。
ベン・クロスが演じた。日本語吹き替えは佐々木睦。

### スタートレック:ディスカバリー
『スタートレック:ディスカバリー』では、サレクとアマンダ・グレイソンは、スポックより年上の地球人マイケル・バーナムを養女に迎えている。バルカンの遠征隊にマイケルとスポックのいずれかを選ばなければならなかったとき、サレクは実の息子を選んだが、意思に反してスポックが宇宙艦隊を選んだことで深く傷ついたことが明らかになる。
ジェームズ・フレインがサレクを演じ、複数のエピソードに出演している 。日本語吹き替えは、楠大典が担当した。

#### 鏡像宇宙
『スタートレック:ディスカバリー』の鏡像宇宙では、サレクはテラン帝国に反対する勢力の構成員であり、予言者と呼ばれる。鏡像サレクはマイケル・バーナムに会ったこともないが、精神融合によりマイケルが別の宇宙から来たことを知る。